# Апигенин
Апигенинът е флавоноид, произвеждан като вторичен метаболит от много растителни видове.
Счита се, че притежава противовъзпалителни свойства.
Апигенинът се среща в големи количества в целината (ок. 19 mg на 100 g) и магданоза (ок. 215 mg на 100 g). Среща се в жълтата ряпа, лука, лайката, кориандъра, босилека, тароса и други.